# Lista de prêmios e indicações recebidos por Aline Barros
Lista de Prêmios e Indicações da Aline Barros, considerada uma das maiores cantoras de música cristã do Brasil, sendo certificada pela ABPD com vários discos de ouro, platina e diamante. Ganhou por 8 vezes o Grammy de Melhor Álbum de Música Gospel.

## Dove Awards
| Ano  | Categoria                        | Indicado   | Resultado   |
| ---- | -------------------------------- | ---------- | ----------- |
| 2008 | Melhor álbum em Língua Espanhola | Refréscate | Venceu      |
| 2009 | Personalidade do Ano             | Ela mesma  | Homenageada |

## Grammy Latino
| Ano  | Categoria                                          | Indicado                    | Resultado |
| ---- | -------------------------------------------------- | --------------------------- | --------- |
| 2004 | Melhor Álbum de Música Cristã de Língua Portuguesa | Fruto de Amor               | Venceu    |
| 2005 | Melhor Álbum de Música Cristã de Língua Portuguesa | Som de Adoradores           | Indicado  |
| 2005 | Melhor Álbum de Música Cristã de Língua Espanhola  | Aline                       | Indicado  |
| 2006 | Melhor Álbum de Música Cristã de Língua Portuguesa | Aline Barros & Cia          | Venceu    |
| 2007 | Melhor Álbum de Música Cristã de Língua Portuguesa | Caminho de Milagres         | Venceu    |
| 2008 | Melhor Álbum de Música Cristã de Língua Portuguesa | Aline Barros & Cia 2        | Indicado  |
| 2008 | Melhor Álbum de Música Cristã de Língua Espanhola  | Refréscate                  | Indicado  |
| 2011 | Melhor Álbum de Música Cristã em Língua Portuguesa | Extraordinário Amor de Deus | Venceu    |
| 2012 | Melhor Álbum de Música Cristã em Língua Portuguesa | Aline Barros & Cia 3        | Venceu    |
| 2014 | Melhor Álbum de Música Cristã em Língua Portuguesa | Graça                       | Venceu    |
| 2017 | Melhor Álbum de Música Cristã em Língua Portuguesa | Acenda a Sua Luz            | Venceu    |
| 2020 | Melhor Álbum de Música Cristã em Língua Portuguesa | Reino                       | Venceu    |
| 2021 | Melhor Álbum de Música Cristã de Língua Espanhola  | Redención                   | Indicado  |
| 2023 | Melhor Álbum de Música Cristã de Língua Portuguesa | 30 Anos Volume 1            | Indicado  |

## Troféu Talento
| Ano  | Categoria                       | Indicado                     | Resultado |
| ---- | ------------------------------- | ---------------------------- | --------- |
| 1996 | Revelação Feminina              | Ela mesma                    | Indicado  |
| 1998 | Cantora do Ano                  | Ela mesma                    | Venceu    |
| 2002 | CD Infantil                     | Bom é Ser Criança Vol. 2     | Venceu    |
| 2004 | Melhor CD Pop                   | Fruto de Amor                | Venceu    |
| 2005 | Cantora Destaque do Ano de 2004 | Ela mesma                    | Venceu    |
| 2006 | CD Infantil                     | Aline Barros & Cia           | Venceu    |
| 2006 | Álbum Coletânea                 | 10 Anos de Louvor e Adoração | Venceu    |
| 2007 | Cantora Destaque do Ano de 2006 | Ela mesma                    | Venceu    |
| 2008 | Álbum Ao Vivo                   | Caminho de Milagres          | Venceu    |
| 2008 | Cantora do Ano                  | Ela mesma                    | Venceu    |
| 2009 | Intérprete do ano               | Ela mesma                    | Venceu    |

## Troféu Promessas
| Ano  | Categoria         | Indicado                    | Resultado |
| ---- | ----------------- | --------------------------- | --------- |
| 2011 | Melhor Música     | Ressuscita-me               | Indicado  |
| 2011 | Melhor DVD        | Aline Barros na Estrada     | Indicado  |
| 2011 | Melhor Clipe      | Ressuscita-me               | Indicado  |
| 2011 | Melhor CD         | Extraordinário Amor de Deus | Indicado  |
| 2011 | Melhor Cantora    | Ela mesma                   | Venceu    |
| 2012 | Melhor DVD/Bluray | Aline Barros & Cia 3        | Indicado  |
| 2012 | Melhor Cantora    | Ela mesma                   | Indicado  |

## Troféu Imprensa
| Ano  | Categoria                    | Indicado                    | Resultado |
| ---- | ---------------------------- | --------------------------- | --------- |
| 1995 | Melhor Música Evangélica     | Consagração                 | Venceu    |
| 1995 | Cantora Evangélica Revelação | Ela mesma                   | Indicado  |
| 1998 | Melhor Música Evangélica     | Corra para os braços do Pai | Indicado  |
| 2014 | Melhor Cantora               | Ela mesma                   | Indicado  |

## Troféu Gerando Salvação
| Ano  | Categoria        | Indicação     | Resultado |
| ---- | ---------------- | ------------- | --------- |
| 2018 | Projeto infantil | Não divulgado | Venceu    |
| 2019 | Projeto infantil | Não divulgado | Venceu    |
| 2022 | Videoclipe       | Jeová Jireh   | Indicada  |
| 2024 | Cantora do Ano   | Ela mesma     | Indicada  |
| 2024 | Videoclipe       | Santidade     | Indicada  |

## Prêmio IBest
| Ano  | Categoria | Indicação                     | Resultado |
| ---- | --------- | ----------------------------- | --------- |
| 2022 | Gospel    | Voto Popular e Academia IBest | Venceu    |
| 2023 | Gospel    | Academia IBest                | Venceu    |
| 2024 | Gospel    | Academia IBest e Voto Popular | Venceu    |

## Troféu Rede Gospel
| Ano  | Categoria | Trabalho  | Resultado |
| ---- | --------- | --------- | --------- |
| 2024 | Cantora   | Ela mesma | Indicado  |

## DMX Awards
| Ano  | Categoria               | Resultado |
| ---- | ----------------------- | --------- |
| 2015 | Top Engajamento Digital | Venceu    |

## Prêmio de Música Digital
| Ano  | Categoria       | Indicado         | Resultado |
| ---- | --------------- | ---------------- | --------- |
| 2010 | Categoria Venda | Sonda-me, Usa-me | Indicado  |

## Prêmio Arpa
| Ano  | Categoria             | Indicado            | Resultado |
| ---- | --------------------- | ------------------- | --------- |
| 2005 | Melhor Álbum Infantil | Fiesta en el Jardín | Indicado  |

## Troféu FM 105 da Música Evangélica
| Ano  | Categoria                | Indicado  | Resultado |
| ---- | ------------------------ | --------- | --------- |
| 1995 | Melhor Cantora Revelação | Ela mesma | Venceu    |

## Ver Também
- Aline Barros
- Discografia de Aline Barros